# 横須賀市立久里浜中学校
横須賀市立久里浜中学校（よこすかしりつ くりはまちゅうがっこう）とは、神奈川県横須賀市久里浜にある市立中学校。

## 沿革
- 1949年（昭和24年）
  - 4月1日 - 横須賀市立野比中学校（現、横須賀市立北下浦中学校）から分離、開校。
  - 6月6日 - 現行地に移転。この日を創立記念日とした。
- 1979年（昭和54年）3月23日 - 横須賀市立神明中学校が分離。
- 1987年（昭和62年）3月31日 - 横須賀市立岩戸中学校が分離。

## 通学区域
2018年度は以下の通りである。
- 吉井1丁目（10番 - 14番を除く）、2丁目の内1番 - 4番、7番、8番
- 久里浜台
- 久比里
- 若宮台
- 舟倉
- 内川
- 内川新田
- 佐原
- 久村
- 久里浜1丁目、2丁目、4丁目、5丁目

また、光風台7番（3号 - 7号を除く）、8番、9番、10番1号 - 13号まで、11番、12番（1号、2号を除く）は横須賀市立浦賀中学校の通学区域であるが、通うことができる。

## 部活動

### 運動部
- 陸上部
- 野球部
- サッカー部
- 水泳部
- バスケットボール部 男子 女子
- バレーボール部 男子 女子
- 卓球部
- 剣道部 男子 女子
- 柔道部 男子 女子
- バドミントン部 男子 女子
- ソフトテニス部 男子 女子
- 体操部

### 文化部
- 演劇部
- 吹奏楽部
- 生花部
- 科学部
- 家庭科部
- 美術部

## 進学前小学校
- 横須賀市立大矢部小学校 - 内川1丁目、佐原1丁目 - 3丁目
- 横須賀市立大塚台小学校 - 吉井1丁目（10番 - 14番を除く）、2丁目の内1番 - 4番、7番、8番、舟倉2丁目
- 横須賀市立久里浜小学校 - 久里浜台、久比里、若宮台、舟倉1丁目
- 横須賀市立明浜小学校 - 内川2丁目、内川新田、佐原4丁目、5丁目、久村、久里浜1丁目、4丁目、5丁目
- 横須賀市立神明小学校 - 久里浜2丁目

また、公立学校選択制により、以下の学校からも進学できる。
- 横須賀市立山崎小学校
- 横須賀市立大津小学校
- 横須賀市立根岸小学校
- 横須賀市立大塚台小学校 - 大津中学校、浦賀中学校の通学区域
- 横須賀市立望洋小学校 - ただし、馬堀海岸1丁目（1番を除く）、2丁目、桜が丘は除く
- 横須賀市立浦賀小学校
- 横須賀市立高坂小学校
- 横須賀市立岩戸小学校
- 横須賀市立粟田小学校
- 横須賀市立野比小学校
- 横須賀市立野比東小学校
- 横須賀市立北下浦小学校
- 横須賀市立津久井小学校

## 交通
- 京浜急行電鉄 久里浜線 京急久里浜駅より徒歩8分
- 京浜急行バス 八幡神社バス停より徒歩6分

## 著名な出身者
- 立川真紗美（バスケットボール選手）
- 中尾受太郎 （総合格闘家）
- Den、たいこー（お笑いトリオリンダカラー∞）
- 鈴木勝大（サッカー選手）
- 岩間沙織 (アイドル歌手・元セイントフォー)